# Григор Марашеци
Григо́р Марашеци́ (арм. Գրիգոր Մարաշեցի) — армянский поэт XII века.
Жил и творил в монастыре Гесванц, недалеко от Мараша. Был видным представителем Киликийской литературной школы. Самое известное сочинение — «Плач» (1149 г., арм. «Ողբ» или «Վայ գիրք»). Этот труд был посвящён захвату Мараша султаном Масудом в 1149 году. Сохранились ещё пять поэм Григора Марашеци — «Молитва» (арм. «Աղօթքը»), «Сборник покаяний» (арм. «Մեղաների շարք»), а также три панегирика, посвящённых Богородице. В своих стихах Григор часто описывает городскую жизнь, рассказывает о распространённом среди армян конных соревнованиях, цирковом и театральном искусстве. Критикует фокусников и дрессировщиков животных, считая их деятельность грехом. В его творчестве ощущается сильнейшее влияние Григора Нарекаци.

Марашеци был также влиятельным церковным деятелем. В своих проповедях он обращался к настоятелям монастырей и призывал их к большей справедливости по отношению к своим ученикам и прихожанам.